# Reação decidual
Reação decidual ou de decidualização é uma reação ocorrente durante a implantação do blastocisto na parede do endométrio, durante a segunda semana de gravidez dos mamíferos.
Quando o óvulo desce das tubas uterinas, já passada da fase avançada de segmentação, ele vai para o útero, para se implantar dentro do endométrio. Para isso ocorrer, é necessária uma reserva energética para suprir as necessidades do zigoto, mas como no útero não existem células adiposas (reserva energética), as células fibrosas assumem essa função. Essas células passam a absorver glicogênio da corrente sanguínea e a armazenar dentro de seus núcleos, transformando de achatadas a globulares, para caso haja necessidade de suprimento energético, elas possam realizar esse trabalho